# Завоювання Сеути (1415)
Завоюва́ння Сеу́ти (порт. Conquista de Ceuta) — військова експедиція Португальського королівства по захопленню мусульманського міста Сеута в Марокканському султанаті. Тривала протягом 25 липня — 22 серпня 1415 року. Здіснювалася силами португальського флоту і армії, числом до 20 тисяч вояків. Походом керував португальський король Жуан І та його сини-інфанти — Дуарте, Педру, Енріке, Афонсу. 21 серпня 1415 року португальці взяли Сеуту штурмом. Місто увійшло до складу королівства, ставши першим португальським форпостом у Середземному морі й Північній Африці.

## Передумови
До 1415 року Сеута належала Марокканському султанату. Вона розташовувалася навпроти стратегічної Гібралтарської протоки й була одним із важливих осередків африканської золотої торгівлі. Тривалий час на володіння містом претендували сусіди — мусульманський Гранадський емірат, Кастилія та Португалія.
До завоювання Сеути закликала молода португальська шляхта. Після завершення Реконкісти (1410) і укладання миру з кастильцями (1411) вона шукала можливостей проявити себе у нових боях, здобути славу і багатства. Шляхетську молодь очолювали амбітні португальські інфанти Педру, Енріке та Афонсу. Крім цього, королівський скарбник Жуан Афонсу сподівався, що захоплення Сеути дасть Португалії доступ до африканського золота і срібла, і вирішить фінансово-торговельну кризу в країні. Старий король Жуан І деякий час опирався, але врешті-решт погодився провести експедицію . 

## Підготовка
Приготування походу велися з 1412 року. Король Жуан І особисто очолив португальський флот. Його другий син Педру командував військами, зібраними з Південної Португалії й розквартированими у Лісабоні. Третій син Енріке відповідав за північно-португальські сили — він рекрутував вояків у Бейрівській провінції, а потім вирушив із ними на кораблях з Порту. У підготовці до походу також брав активну участь їхній зведений брат Афонсу. 
У поході брали участь вояки і кораблі з Галісії, Біскайї та Англії. Зокрема, у листі англійського короля Генріха V від 26 вересня 1414 року він дозволяв португальському вельможі Жуану Вазу де Алмаді набрати 400 списів в Англії, а в іншому листі від 26 січня 1415 року — 300 списів та декількох лицарів-найманців. 
Аби приховати справжню мету походу, португальці оголосили вдавану війну Голландії, завчасно попередивши її монарха Вільгельма II про свої реальні наміри.
Напередодні відправки військ до Сеути від чуми померла португальська королева Філіппа. На передсмертному одрі вона дарувала своїм синам мечі, благословляючи їх на подвиги.

## Похід. Штурм

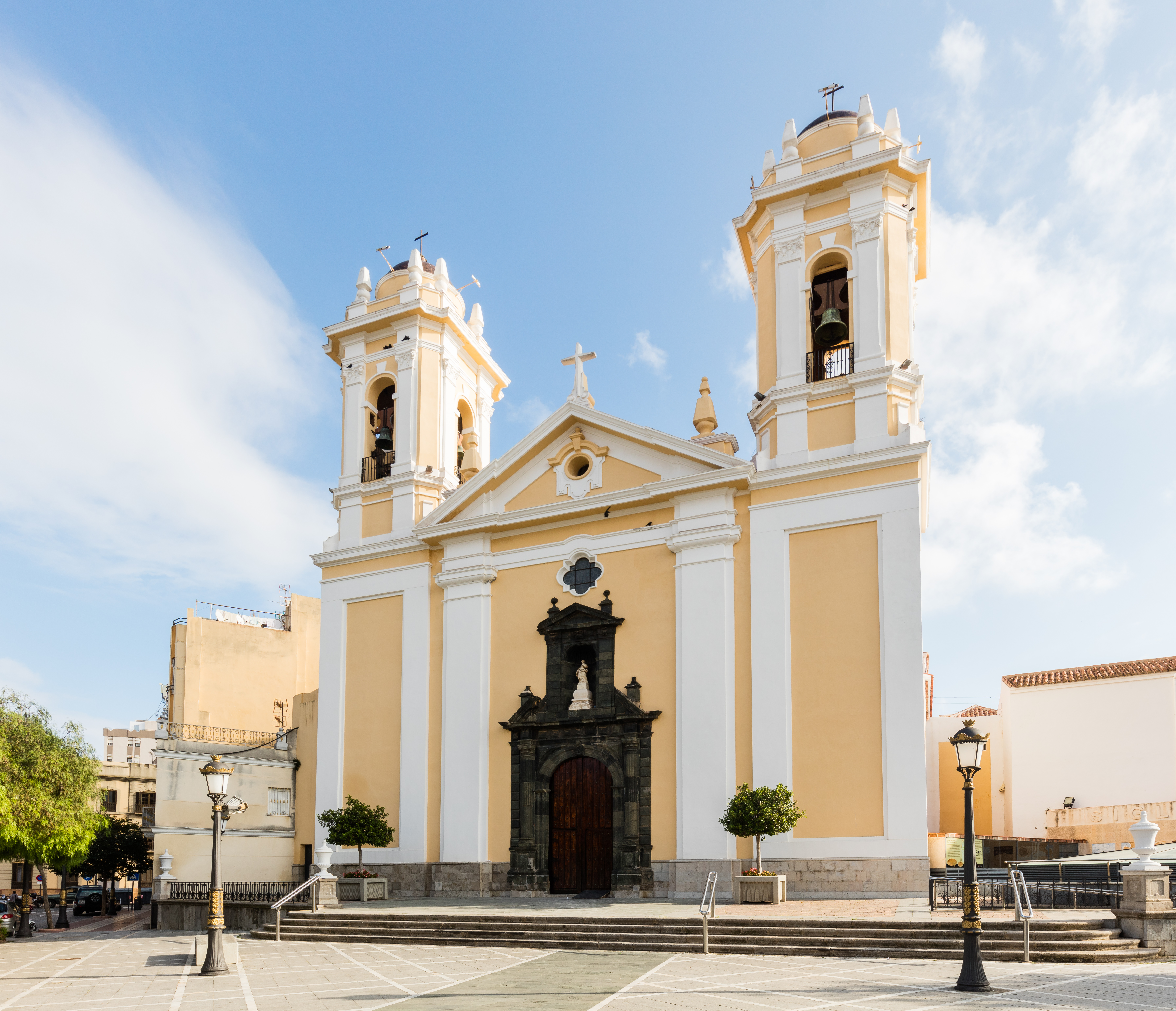
Сеутський собор, побудований на місці мечеті.

25 липня 1415 року португальський флот, числом 212 суден (59 галер, 33 карак і 120 човнів), з королем, інфантами і 20-тисячним військом виплив із Тагського гирла у напрямку Сеути. Він дістався південного іспанського узбережжя і став на якір біля Козлячого мису, де відбулася військова рада. 
Зранку 21 серпня португальські війська висадилися в районі сучасного пляжу Сан-Амаро, біля Сеути. Нападники блискавично штурмували її, заставши зненацька місцевий гарнізон. Під час атаки відзначився інфант Енріке, що дістав поранення. До настання ночі португальці захопили місто, втративши убитими лише 8 вояків.
Одразу після перемоги король нагородив своїх синів титулами: Педру став герцогом Коїмбрським, а Енріке — герцогом Візеуським. Це були перші герцогські титули у Португалії. 
У стінах Сеутської мечеті, перетвореної на церкву, відбулася офіційна церемонія посвячення Дуарте, Педру, Енріке і Жуана в лицарі. Жуан І також змінив свою титулатуру на «короля Португалії й Алгарве, сеньйора Сеути».
Завойовники не плюндрували Сеуту через її стратегічне значення. Вона стала першим португальським форпостом у Північній Африці. У місті залишили 2,7 тисячну залогу на чолі з управителем Педру де Менезешем. 
Невдовзі португальський суверенітет над Сеутою визнали Кастилія і Святий Престол, що було скріплено Алкасоваським (1479) і Тордесіляським (1494) договорами. 

## Наслідки
Всупереч сподіванням португальців, з економічної точки зору захоплення Сеути виявилось повністю невдалим. Вже за часів правління сина Жуана, короля Дуарте, утримання Сеути швидко перетворилася на постійне джерело видатків для португальської казни. Державна скарбниця виснажувалася витратами на укріплення Сеутської фотеці та утримання гарнізону, а каравани трансахарської торгівлі, що контролювались маврами, після завоювання Сеути християнами змінили кінцеву точку своїх маршрутів і замість Сеути прямували натомість тепер до Танжеру. Незабаром стало зрозуміло, що без міста Танжер володіння Сеутою було позбавлене сенсу.
У 1437 році брати короля Дуарте, Енріке і Фердинанд переконали його розпочати напад на султанат Маринідів з метою захоплення Танжеру. В результаті напад на Танжер, очолюваний Ерріке і Фердинандом, закінчився цілковитою катастрофою. Португальське військо було оточено армією Маринідів і відрізане від своїх кораблів. У підсумковому договорі Енріке пообіцяв Маринідам повернути Сеуту в обмін на дозвіл португальській армії безперешкодно відійти. В заставу марокканцям залишалось декілька португальських заручників, включно з сином короля і рідним братом Енріке — доном Фернандо. Пізніше португальські кортеси відмовились повертати Сеуту марокканцям, тож Фердинанд залишився в заручниках і помер в мусульманському полоні.